# Collegio uninominale Emilia-Romagna - 01 (Senato della Repubblica 2020)
Il collegio elettorale uninominale Emilia-Romagna - 01 è un collegio elettorale uninominale della Repubblica Italiana per l'elezione del Senato della Repubblica.

## Territorio
Come previsto dalla legge n. 51 del 27 maggio 2019, il collegio è stato definito tramite decreto legislativo all'interno della circoscrizione Emilia-Romagna.
È formato dal territorio dell'intera provincia di Piacenza (46 comuni), dell'intera provincia di Parma (44 comuni) e da 13 comuni della provincia di Reggio Emilia: Boretto, Brescello, Campagnola Emilia, Correggio, Fabbrico, Gualtieri, Guastalla, Luzzara, Novellara, Reggiolo, Rio Saliceto, Rolo e San Martino in Rio.
Il collegio è parte del Collegio plurinominale Emilia-Romagna - 01.

## Eletti
| Elezione | Elezione | Senatore      | Partito |
| -------- | -------- | ------------- | ------- |
|          | 2022     | Elena Murelli | Lega    |

## Dati elettorali

### XIX legislatura
Come previsto dalla legge elettorale, 74 senatori sono eletti con sistema a maggioranza relativa in altrettanti collegi uninominali a turno unico.
| Candidati                                 | Candidati                     | Voti    | %     | Liste                                                | Voti    | %     |
| ----------------------------------------- | ----------------------------- | ------- | ----- | ---------------------------------------------------- | ------- | ----- |
|                                           | Elena Murelli ✔️ Eletto       | 192 789 | 45,42 | Fratelli d'Italia                                    | 121 406 | 28,61 |
| Lega per Salvini Premier                  | Elena Murelli ✔️ Eletto       | 192 789 | 45,42 | 40 960                                               | 9,65    |       |
| Forza Italia                              | Elena Murelli ✔️ Eletto       | 192 789 | 45,42 | 27 935                                               | 6,58    |       |
| Noi moderati/Lupi - Toti - Brugnaro - UDC | Elena Murelli ✔️ Eletto       | 192 789 | 45,42 | 2 488                                                | 0,59    |       |
|                                           | Giuseppe Negri                | 131 480 | 30,98 | Partito Democratico-IDP                              | 100 960 | 23,79 |
| Alleanza Verdi e Sinistra                 | Giuseppe Negri                | 131 480 | 30,98 | 15 630                                               | 3,68    |       |
| +Europa                                   | Giuseppe Negri                | 131 480 | 30,98 | 13 680                                               | 3,22    |       |
| Impegno Civico - Centro Democratico       | Giuseppe Negri                | 131 480 | 30,98 | 1 210                                                | 0,29    |       |
|                                           | Gabriella Anna Maria Blancato | 39 510  | 9,31  | Movimento 5 Stelle                                   | 39 510  | 9,31  |
|                                           | Alessandro Sbalbi             | 35 211  | 8,30  | Azione - Italia Viva - Calenda                       | 35 211  | 8,30  |
|                                           | Erica Romani                  | 7 693   | 1,81  | Italexit                                             | 7 693   | 1,81  |
|                                           | Haitham Allawi                | 5 034   | 1,19  | Unione Popolare                                      | 5 034   | 1,19  |
|                                           | Silvia Di Cataldo             | 4 795   | 1,13  | Italia Sovrana e Popolare                            | 4 795   | 1,13  |
|                                           | Mariangela Sassi              | 5 372   | 1,27  | Vita                                                 | 5 372   | 1,27  |
|                                           | Alba Proietti                 | 2 400   | 0,57  | Partito Animalista Italiano – UCDL – 10 Volte Meglio | 2 400   | 0,57  |
|                                           | Enrico Papi                   | 1 198   | 0,28  | Alternativa per l'Italia (PdF - Exit)                | 1 198   | 0,28  |
|                                           | Gabriella Bussolati           | 453     | 0,11  | Noi di Centro – Europeisti                           | 453     | 0,11  |
|                                           | Romina Sanzi                  | 441     | 0,10  | Destre Unite                                         | 441     | 0,10  |
| Totale                                    | Totale                        | 424 418 | 100   |                                                      | 424 418 | 100   |
|                                           |                               |         |       |                                                      |         |       |
| Voti non validi                           | Voti non validi               | 16 564  | 3,76  |                                                      |         |       |
| Votanti                                   | Votanti                       | 440 982 | 70,54 |                                                      |         |       |
| Elettori                                  | Elettori                      | 625 166 |       |                                                      |         |       |